# Куприн, Михаил Ионович
Михаил Ионович (Иванович) Куприн (1919—2007) — советский и российский учёный, кандидат технических наук, профессор.
Специалист по технологии производства холоднокатаных листов и лент. Автор свыше 50 научных трудов, включая монографии и учебники, а также нескольких изобретений.

## Биография
Родился 31 октября 1919 года в селе Витичь Севского уезда Орловской губернии.
После школы окончил Ижевский металлургический техникум по специальности «Прокатное производство» и работал на заводе № 71 (ныне «Ижсталь») технологом в кузнечном цехе. В 1942 году был призван в действующую армию, был участником Великой Отечественной войны по 1944 год, когда был демобилизован в связи с тяжелым ранением. В 1943 году стал членом КПСС.
В 1945 году поступил и в 1950 году окончил Московский институт стали (ныне Национальный исследовательский технологический университет «МИСиС») по специальности «Обработка металлов давлением». По окончании вуза поступил в его же аспирантуру, где руководителем Куприна был член-корреспондент Академии наук СССР Игорь Михайлович Павлов. В 1953 году в этом же институте защитил кандидатскую диссертацию на тему «Исследования трения при горячей прокатке». В 1973 году был утвержден в ученом звании профессора. С 1953 по 1989 год работал в Магнитогорском горно-металлургическом институте (МГМИ, ныне Магнитогорский государственный технический университет), был одним из основателей в 1968 году кафедры прокатно-волочильного производства. Окончив работу в МГМИ, находился на пенсии.
Научно-практическая деятельность Михаил Ионовича была направлена на повышение качества холоднокатаных листов. Им были разработаны: способ регулирования формы межвалкового зазора на листовых и ленточных станах кварто, способ регулирования профиля полосы на станах кварто, устройство для подогрева валков. Он вёл научно-
исследовательскую работу на заводах Челябинской области, неоднократно привлекался для выполнения задач Министерства чёрной металлургии СССР. Под руководством М. И. Куприна были защищены несколько кандидатских диссертаций.
Умер 6 августа 2007 года в Магнитогорске. Был похоронен на Левобережном кладбище города рядом с женой Маргаритой Сергеевной (1926—1997).
Был награждён орденом Красной Звезды, а также медалями, в числе которых «За отвагу», «За победу над Германией в Великой Отечественной войне 1941—1945 гг.», «За трудовую доблесть».